# China State Construction Engineering
«China State Construction Engineering Corporation» («CSCEC») — крупнейшая строительная компания Китая и один из крупнейших строительных подрядчиков в мире (входит в число двадцати крупнейших компаний страны). Основана в 1957 году, штаб-квартира расположена в Пекине. «CSCEC» специализируется на возведении жилых, офисных, гостиничных, спортивных, образовательных, медицинских и промышленных зданий, выставочных и конференц-центров, инфраструктурных объектов (в том числе аэропортов, дорог, мостов, плотин и вентиляционных систем), инвестициях и управлении недвижимостью; значительную долю оборота составляют международные контракты.  
Крупнейшим активом «CSCEC» является China State Construction Engineering Corporation Limited, акции которой котируются на Шанхайской фондовой бирже. По состоянию на 2019 год выручка CSCECL составляла 178,8 млрд долл., прибыль — 5,8 млрд долл., активы — 271,4 млрд долл., рыночная стоимость — 41 млрд долл., в компании работало 302,8 тыс. сотрудников.
На международном рынке China State Construction Engineering Corporation наиболее активна в Алжире, Тунисе, Египте, Эфиопии, Заире, Ботсване, Катаре, Бахрейне, ОАЭ, Саудовской Аравии, Кувейте, Ираке, Пакистане, Бангладеш, Сингапуре, Малайзии, Таиланде, Камбодже, Вьетнаме, России, США, Канаде, Аргентине, Чили, на Филиппинах, Багамах и Барбадосе.  

## История
China State Construction Engineering была основана в 1957 году как государственное предприятие. В конце 1970-х годов компания стала получать свои первые зарубежные контракты на Ближнем Востоке, в середине 1980-х годов вышла на рынок США. 
В 2007 году была основана дочерняя компания China State Construction Engineering Corporation Limited, которая в 2009 году успешно вышла на Шанхайскую фондовую биржу (это было крупнейшее в мире IPO того года). В 2011 году China State Construction Engineering построила на Багамах курортный игорный комплекс Baha Mar Resorts, который стал крупнейшим проектом компании за пределами Китая. В 2012 году China State Construction Engineering приобрела гонконгскую компанию Far East Global Group, которая вскоре была переименована в China State Construction Development Holdings. 
Многие зарубежные контракты China State Construction Engineering получает при поддержке правительства Китая и под финансовые гарантии китайского Эксимбанка. В связи с деятельностью в России на фоне российско-украинской войны украинское Национальное агентство по предотвращению коррупции внесло компанию в число международных спонсоров войны.

## Структура
Основные дочерние и аффилированные компании: 
- China State Construction Engineering Corporation Limited
- China Overseas Holdings Limited
- China State Construction International Holdings Limited
- China State Construction Development Holdings Limited

- China Overseas Land and Investment
- China Overseas Property Holdings
- China Overseas Insurance
- China Overseas Supervision Company
- Xun An Engineering Company
- Netfortune Engineering
- Far East Aluminium Works Company
- Far East Facade Manufacturing
- Treasure Construction Engineering
- China West Construction
- Everbright Securities Company
- Beijing Architectural Design institute
- Gamma North America Incorporation
- China Construction America[13]

Дочерняя компания China State Construction Development Holdings (Гонконг) специализируется на оборудовании внешних фасадов и производстве стеклянных и алюминиевых конструкций. Дочерняя компания China Overseas Land and Investment (Гонконг) специализируется на инвестициях в недвижимость и управлении объектами. Дочерняя компания China State Construction International Holdings (Гонконг) специализируется на заливке фундаментов, строительстве мостов, автомобильных и железных дорог.

## Акционеры
Крупнейшими акционерами China State Construction Engineering Corporation являются SASAC (57,6 %), Dajia Life Insurance (11,3 %), Anbang Insurance Group (3,43 %), China Securities Finance (3,06 %) и China Investment Corporation (1,45 %).

## Крупнейшие проекты
China State Construction Engineering Corporation и её дочерние структуры принимали участие в строительстве стадиона Стад де Мартир в Киншасе (1994), небоскрёба Shun Hing Square в Шэньчжэне (1996), пассажирского терминала Гонконгского аэропорта (1998), моста Рамы VIII в Бангкоке (2002), гостиничного комплекса The Venetian в Макао (2007), Национального плавательного комплекса в Пекине (2008), небоскрёба World Financial Center в Шанхае (2008), небоскрёба Burj Khalifa в Дубае (2010), гостиничного комплекса The Cosmopolitan в Лас-Вегасе (2010), офисного комплекса Африканского союза в Аддис-Абебе (2012), штаб-квартиры Commercial Bank of Ethiopia в Аддис-Абебе (2015), Международного молодёжного культурного центра в Нанкине (2015), небоскрёба Diwang International Fortune Center в Лючжоу (2015), небоскрёба Global City Square в Гуанчжоу (2016), высотного комплекса Модерн-Сити в Тяньцзине (2016), высотного комплекса Федерация в Москве (2017), небоскрёба Yuexiu Fortune Center в Ухане (2017), небоскрёба China Resources Tower в Шэньчжэне (2018), мечети Джамаа эль-Джазаир в Алжире (2019), Национального стадиона в Аддис-Абебе (2019), Башни IFS в Сучжоу (2019), небоскрёба Ухань-центр в Ухане (2019), башень Хуагоюань в Гуйяне (2020), комплекса Shum Yip Upperhills в Шэньчжэне (2020), комплекса Shengjing Finance Plaza в Шэньяне (2022), терминала T3B аэропорта Бэйцзян в Чунцине (2022), а также в возведении новой столицы Египта, Международного конференц-центра в Каире, университетского городка в Константине и высотного комплекса Pinnacle Towers в Найроби.
Дочерняя компаний «КитайСтрой» принимала участие в строительстве комплекса Москва-Сити, включая башни Федерация, и делового центра «Парк Хуамин» (Москва), бизнес-парка Greenwood (Путилково), жилого комплекса Балтийская жемчужина и ТЦ «Невский центр» (Санкт-Петербург), Амурского газохимического комплекса (Свободный), развлекательного комплекса Tigre de Cristal Hotel & Resort в игорной зоне Приморье и Музейно-театрального комплекса во Владивостоке.